# Yvette Trochón
Yvette Trochón (Montevideo, 6 de marzo de 1943) es una profesora y escritora uruguaya.
Trochón fue galardonada con el Premio Legión del Libro otorgado por la Cámara Uruguaya del Libro. Es autora de varios libros.

## Biografía
Estudio historia en el Instituto de Profesores Artigas donde se recibió de profesora y posteriormente realizó un curso de formación para investigadores en el Centro Latinoamericano de Economía Humana.
Escribió varios libros Baldomir y la restauración democrática.1938-1946, una obra entre otras autoras, Crisis política y recuperación económica. 1930-1958.

## Libros
- Baldomir y la restauración democrática.
- Crisis política y recuperación económica
- Punta del Este, el Edén Oriental